# Rachel Hausfater
Rachel Hausfater, née le 3 décembre 1955 à Paris, est une auteure française pour la jeunesse.
Elle a publié plus d'une quarantaine d'ouvrages, surtout des romans pour enfants, adolescents et jeunes adultes, mais aussi des albums.

## Biographie
Ses premiers ouvrages sont publiés sous son nom marital Rachel Hausfater-Douieb.
Elle a coécrit plusieurs romans avec Yaël Hassan : De Sacha à Macha, Roman portable, L'Ombre, Perdus de vue et Un si long voyage.
Elle a reçu de nombreux prix littéraires jeunesse pour ses ouvrages.

## Nazisme et Shoah dans son œuvre
Rachel Hausfater a écrit plusieurs ouvrages jeunesse sur le thème de la Seconde Guerre mondiale autour du nazisme et de la Shoah,,,,. 
Son roman jeunesse Le Chemin de fumée, publié en 1998, est un « percutant récit de retour des camps de concentration » selon La Revue des livres pour enfants . 
En 2001 dans l'album Le petit garçon étoile, illustré par Olivier Latyk, « par petites touches sensibles, pleines de pudeur, dans un style sobre au vocabulaire enfantin, Rachel Hausfater-Douieb décrit les persécutions et l'extermination des Juifs pendant la guerre », selon La Revue des livres pour enfants. « En filant la métaphore de l’étoile, Rachel Hausfater raconte la tragédie de la Shoah sans l’aborder de front. Son texte, dénudé à l’extrême, transforme en conte l’histoire de ce petit garçon pris dans les filets de l’Histoire avec sa grande Hache » pour Télérama. 
En 2014, dans le roman jeunesse Yankov, « Un magnifique récit à la première personne qui essaie de mettre des mots sur l'indicible et de rendre compte, à hauteur d'enfant, de la difficulté à surmonter le traumatisme de la Shoah » selon La Revue des livres pour enfants. Le roman obtient le Prix des Incorruptibles en 2016.
En 2024 est publié son essai jeunesse Beate et Serge Klarsfeld : Non à l'impunité. Pour Télérama : « toutes les actions du couple n’eurent de cesse de faire condamner les criminels du nazisme et leurs complices. Fondateurs de l’association des Fils et Filles des déportés juifs de France, les époux Klarsfeld ont été des combattants de la mémoire autant que d’inlassables pourfendeurs de l’antisémitisme. [...] Restitué avec romanesque, le parcours de ces passeurs engagés, aujourd’hui fringants octogénaires, captive [dans un] récit plein de verve et de passion ».

## Prix et distinctions
- Prix Enfantaisie[7] 2000 (Suisse) pour La danse interdite
- Prix du Mouvement des Villages d’enfants 2002  pour L'école des gâteaux
- Prix Lire-Élire de Fontenay-sous-Bois 2003 pour L'école des gâteaux
- Prix Lire-Élire de Saint-Jean-de-Braye 2003  pour L'école des gâteaux
- – – Prix Lire-Élire de Saint-Jean-de-Braye, 2003 – Grand Prix des écoles de Villiers-sur-Marne, 2010 – Prix « Bing Xin children’s Book Award”, 2023,
- Prix Goya découverte 2003[réf. nécessaire] pour Gigi en Egypte
- Prix Livrentête[8] Roman Enfant 2004 pour Gigi en Égypte
- Prix Culture et Bibliothèques pour Tous 2004[réf. nécessaire] pour Gigi en Egypte
- Prix  PEP Solidarité Lorraine 2004 pour Gigi en Egypte
- Prix Gragnotte 2004  pour Gigi en Egypte
- Prix des Enfants de Montmorillon 2004 pour Gigi en Egypte
- Prix Lire à Sénard 2004  pour Le Garçon qui aimait les bébés
- Prix Narisomé de Mayotte 2005 pour Le Garçon qui aimait les bébés
- Prix du Gaillard d'Or 2006 pour Pourquoi ça fait mal ?
- Prix Pilp Fiction 2006 pour Pourquoi ça fait mal ?
- Grand Prix des écoles de Villiers-sur-Marne, 2010 pour L'école des gâteaux
- Grand Prix des Lecteurs du Havre 2014 pour Dany dit non
- Prix des Incorruptibles[6] 2016 pour Yankov
- Prix Bouquins Malins 2017 pour Yankov
- Prix Goya découverte 2017[9] pour Perdus de vue
- Prix Gayant Lecture[10] 2017 pour Perdus de vue
- Prix Tatoulu[11] 2017 pour Perdus de vue
- Prix des écoliers de Livre-Franche 2017 pour Perdus de vue
- Prix Coup de Cœur des Ados 2017 pour Perdus de vue
- Prix Tatoulu Violet 2017 pour Perdus de vue
- Prix Chronos Cnav Solidarité 2017 pour Perdus de vue
- Prix Chronos[12] 2017 pour L'Été des pas perdus
- Prix des Enseignants de Genevilliers 2018 pour Perdus de vue
- Prix des Mots-Dits, 2018, Châteaugiron
- Prix des Grandes Terres 2021 pour Aïe love l'anglais
- PEP42-ASSE Cœur Vert 2021-2022 pour Aïe love l'anglais
- Coup de coeur des jeunes lectrices et lecteurs de Genève 2022 pour Je m'appelle Wlodjimyerz
- Prix Talukoi 2023 pour L'école à la montagne
- Prix « Bing Xin children’s Book Award” 2023 pour L'école des gâteaux

## Publications
- Le chemin de fumée[1], Seuil Jeunesse - 1998, et rééd. éditions du mercredi 2019
- La Danse interdite, Thierry Magnier - 2000
- Viola Violon, Père Castor Flammarion, Castor poche - 2000
- De S@cha à M@cha, coécrit avec Yaël Hassan, Flammarion - 2001
- L'école des gâteaux, Casterman - 2001
- Le petit garçon étoile[3],[2], illustrations d'Olivier Latyk, Casterman - 2001
- Je ne joue plus !, illustrations d'Olivier Latyk, Casterman - 2002
- Petit roman portable, coécrit avec Yaël Hassan, Hachette - 2002, réédité sous le titre Roman portable, David Nahum Éditeur - 2015
- Gigi en Égypte, Casterman - 2003
- Le garçon qui aimait les bébés, Thierry Magnier - 2003
- Moche, Flammarion - 2004, réédité sous le titre Miralaide, Mirabelle, Flammarion - 2009
- Dans la rue du bonheur, perdue, La Martinière jeunesse - 2005
- L'Ombre, coécrit avec Yaël Hassan, Bayard jeunesse, 2005 ; rééd. Nathan poche, 2010
- Pourquoi ça fait mal ?, éditions Thierry Magnier - 2005[13]
- La lumière de Bouchka, illustrations de Rémi Wyat, Sarbacane
- Quand elle sera reine[14], Thierry Magnier - 2008
- En vrai, Thierry Magnier, 2008
- Je serai un oiseau, Bayard - 2009
- Un soir, j'ai divorcé de mes parents, Thierry Magnier - 2009
- Mordechaï Anielewicz : Non au désespoir, Actes Sud Junior - 2010, et rééd.2016
- Dany dit non, Nathan - 2013
- Yankov[4], Thierry Magnier - 2014
- L'été des pas perdus, Flammarion - 2015
- Perdus de vue, coécrit avec Yaël Hassan, Flammarion - 2016
- Lili Nobody, Nathan - 2016
- Le saut de l'ange, éditions du mercredi - 2017
- La lumière de Bouchka, réédition avec nouvelles illustrations d'Emmanuelle Halgand, éditions du mercredi - 2017
- Le club suisse, éditions du mercredi - 2018
- Excuses exquises : manuel de survie en milieu scolaire hostile, éditions du mercredi - 2018
- Aïe love l'anglais, Thierry Magnier - 2019
- Tsipora et le vengeur de sang, Magnard - 2019
- Les pochettes surprises, La Martinière - 2019
- La fille de la maîtresse, Casterman - 2020
- L'amicale des sans-amis, Casterman - 2020
- Je m'appelle Wlodjimyerz, Casterman - 2021
- Coco la clown de la classe, Casterman - 2021
- L'école à la montagne, Casterman - 2022
- L'arbre à thé athée, éditions du mercredi - 2022
- Beate et Serge Klarsfeld : Non à l'impunité[5], Actes Sud Junior - 2024
- L'école buissonnière, éditions du mercredi, 2024
- Un si long voyage, coécrit avec Yaël Hassan, éditions Michel Lafon, 2025